# Határon Túli Magyarok Hivatala
A Határon Túli Magyarok Hivatala (rövidítése: HTMH) mint a Miniszterelnöki Hivatalt vezető miniszter felügyelete alatt működő önállóan gazdálkodó, teljes jogkörrel rendelkező központi hivatal  a 90/1992. (V. 29.) Korm. rendelettel jött létre, és a 364/2006. (XII. 28.) Korm. rendelet alapján 2006. december 31. napjával megszűnt.

## Jogutódlás
- Általános jogutódja a Miniszterelnöki Hivatal.
- A Határon Túli Magyarok Hivatala kezelésében lévő vagyon kezelésének tekintetében a jogutód - a Központi Szolgáltatási Főigazgatóságról szóló 272/2003. (XII. 24.) Korm. rendelet alapján - a Központi Szolgáltatási Főigazgatóság.
- A Határon Túli Magyarok Hivatala, mint a Szülőföld Alap Kezelő feladatait jogutódként a Miniszterelnöki Hivatalt vezető miniszter által alapított Szülőföld Alap Iroda (székhelye: Budapest) központi költségvetési szerv látja el.